# Sophie Nogler
Sophie Nogler (* 25. April 1924 in St. Christina in Gröden, Südtirol; † 12. Oktober 2015 in Lienz, Osttirol) war eine österreichische Skirennläuferin. Ihr Bruder war der Skirennläufer Hans Nogler.

## Karriere
Nogler wuchs in Wolkenstein in Gröden auf, wo ihr Vater eine Holzschnitzwerkstätte betrieb. Die Familie Nogler wurde von den Italienern gezwungen, aus Südtirol auszuwandern. In Lienz fanden sie eine neue Heimat.  Sophie war Mitglied des Skiclub Lienz und gewann 1948 als „Hahnenkamm-Siegerin“ das Hahnenkammrennen (die Abfahrt auf der Streif, den Slalom und die Kombination). Eine der Gondeln der Hahnenkammbergbahn trägt ihren Namen. Bei den Olympischen Winterspielen 1948 fuhr sie in der Abfahrt auf den 26. Platz. Als Slalom-Spezialistin, hatte sie für eine verletzte Kollegin einspringen müssen, sie durfte danach im Spezial-Slalom nicht mehr an den Start gehen.
Nach ihrer Rennläuferkarriere war Nogler im Fremdenverkehr, als Grödner Holzschnitzerin und als Unterhaltungssängerin (Volksmusik: Jodler und Gesang zu Gitarre und Ziehharmonika, in München, Tournee in Kanada) und als Skilehrerin tätig.